# Aslauga
Aslauga, também chamada de Aslög, Kráka, Kraba ou Randalin, foi uma rainha da mitologia nórdica descrita na saga de Ragnar Calças Peludas como sua esposa.

## Aslauga na lenda
De acordo com a Ragnars saga loðbrókar, Aslauga era filha de Sigurdo e da dama do escudo Brunilda, mas foi criada pelo pai adotivo de sua mãe, Heimer. Após a morte de Sigurdo e Brunilda, Heimer focou na segurança de Aslauga, então ele construiu uma harpa enorme, suficiente para esconder a menina. Ele viajava como um pobre harpista carregando a harpa contendo a menina.
Eles chegaram a Spangereid em Lindesnes na Noruega, onde eles ficaram por uma noite na casa dos camponeses Áke e Grima. Áke pensou que a harpa guardava valiosos itens e contou para sua esposa Grima. Grima então o convenceu para matar Heimer enquanto ele dormia. Entretanto, quando quebraram a harpa, eles descobriram uma garotinha, que eles criaram como se fosse deles, chamando-a Kráka ("Corvo"). Com o intuito de esconder sua beleza - o sinal de suas origens nobres - eles esfregaram alcatrão em seu corpo e cobriram com um longo capuz.
Entretanto quando ela se banhava foi descoberta por alguns homens do lendário rei Ragnar Calças Peludas. Extasiados pela beleza de Kráka, acabaram deixando que o pão que estavam assando queimasse; quando Ragnar indagou sobre o incidente, o contaram sobre a jovem. Ragnar, querendo testar a inteligência dela, ordena-a vir até ele nem vestida nem nua, nem faminta nem cheia e nem sozinha nem acompanhada. Kráka chega vestida em uma rede, mordendo uma cebola e acompanhada de uma cão. Impressionado pela genialidade e encontrando nela uma sábia companheira, Ragnar a pede em casamento, mas ele recusou até que a missão na Noruega tivesse acabado. Com Ragnar ela teve cinco filhos: Ivar, o Desossado, Biorno Braço de Ferro, Huitserco Camisa Branca, Haldano e Sigurdo Cobra-no-Olho.

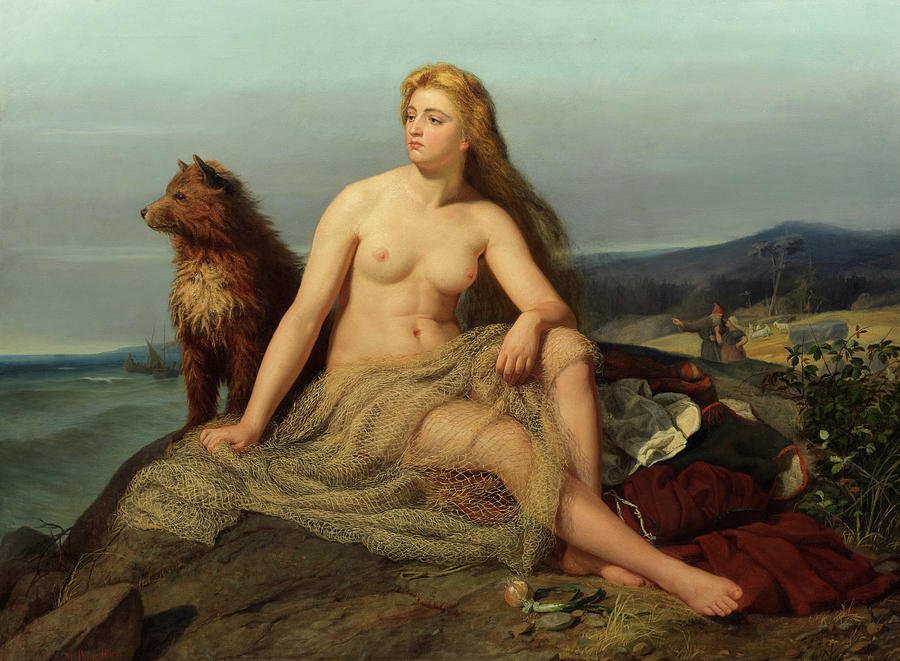
Kráka por Mårten Eskil Winge, 1862
Rei Heimer e Aslauga
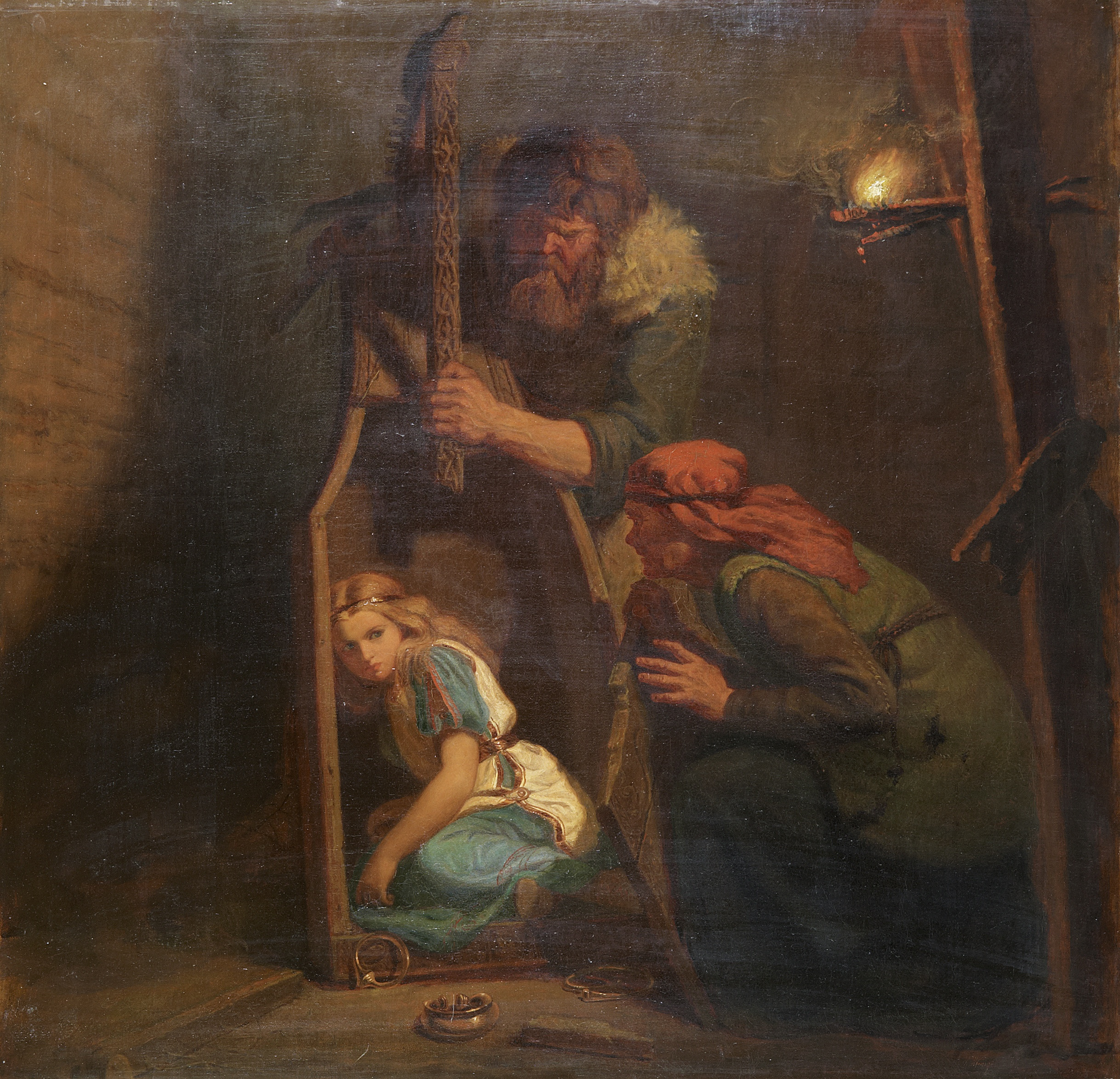
Áke e Grima descobrem Aslauga. Pintado por Mårten Eskil Winge, 1862

## Na ficção
O poema romantico The Fostering of Aslaug de William Morris reconta o relacionamento de Ragnar e Aslauga, baseada na versão do conto Northern Mythology (1851) de Benjamin Thorpe.
Aslauga é protagonista da série de televisão Vikings (2013). No último episódio da primeira temporada, Aslauga (interpretada por Alyssa Sutherland) é apresentada a Ragnar de maneira semelhante à da lenda.